# 颖神星
穎神星（9 Metis，亦稱9號小行星）是小行星帶較大的小行星之一，由矽酸鹽、鎳和鐵組成，並且有可能是古代一顆巨大的小行星撞擊后的核心殘留物。

## 發現和命名
穎神星是由安德鲁·格雷厄姆於1848年4月25日發現，是他發現的唯一一顆小行星。它也是唯一一顆在愛爾蘭觀測發現的小行星。名稱的由來是神話中的提坦女神和海洋女神墨提斯，是忒提斯和俄刻阿诺斯的女兒。忒提斯（墨提斯之母）這個名稱也曾經被提議，但後來被否決了（名稱後來被用在海女星）。中文译名来源于清代李善兰翻译的《谈天》一书。

## 特性
基於資料不明確，穎神星自轉方向至今仍不明。
光度曲線的分析顯示穎神星的自轉軸指向黃道座標 (β, λ) = (23°, 181°) 或 (9°, 359°)，誤差在10°以內。相對應的赤道座標是 (α, δ) = (12.7 h, 21°) 或 (23.7 h, 8°)，對應的轉軸傾角則分別是72° 或 76°。
哈伯太空望遠鏡的影像 和光度曲線的分析也認同穎神星有不規則的形狀，一端是細長的而另一端是寬厚的。雷達的觀測建議有一個較大的平坦區域與從光度曲線獲得的模型是一致的。估計表面的成分是30%至40%含有金屬的橄欖石和60%至70%的鎳鐵金屬。
穎神星的光度曲線資料也推導出其可能有衛星，但是後續的觀測尚無法證實這一點。在1993年使用哈伯太空望遠鏡做的搜尋也沒有發現衛星。

## 家族關係
穎神星一度曾經被認為小行星族的穎神星族成員之一，但最近的調查認為这一族群並不存在，在本征轨道根数图中也看不出穎神星附近有星体叢集的迹象。 
然而，光谱的分析發現穎神星和羊神星非常相似，因此建議這些小行星是非常古老（至少大約一億年）的動力學家族，更小的成員因為相互的撞擊而粉碎，或攝動而離開了鄰近的區域。推斷母天體的直徑大約在300公里至600公里之間（灶神星的尺寸），並且經歷過分化。穎神星可能是原封未動的核心殘骸，而羊神星是地函的碎片。巧合的是，這兩顆小行星的名稱也被用在木星衛星的命名上。.

## 掩星
至少已經觀測過五次的穎神星掩星事件。

## 外部連結
- shape model deduced from lightcurve （页面存档备份，存于）
- "Notice of discovery of Metis", MNRAS 8 (1848) 146 （页面存档备份，存于）
- Irish Astronomical History: Markree Castle Observatory and The Discovery of the Asteroid Metis
- Yeomans, Donald K. . NASA JPL.   [2007-03-20]. （原始内容存档于2016-03-20）. — Horizons can be used to obtain a current ephemeris.

| 前一小行星： (8)花神星 | 小行星列表 | 後一小行星： (10)健神星 |